# 14-я мотострелковая бригада
14-я мотострелковая бригада — воинское формирование Вооружённых Сил СССР, принимавшее участие в Великой Отечественной войне.
Сокращённое наименование — 14-я мсбр.

## История формирования
14-я мотострелковая бригада была сформирована на основании директивы НКО СССР № 724986 от 14 мая 1942 года. Формирование бригады проходило во Владимирском посёлке города Москва (современный район Перово) с 17 мая по 15 июня 1942 года. Формировать бригаду было приказано Командующему войсками Московского военного округа генерал-полковнику Артемьеву Павлу Артемьевичу.
17 мая 1942 года прибыли командир бригады подполковник Г. Н. Филиппов, военный комиссар — старший батальонный комиссар С. С. Петров и с ними  группа командиров. В период с 17 по 25 мая прибыла основная часть командиров батальонов и 50% командиров рот и взводов. К 15 июля бригада была полностью укомплектована личным составом. Несмотря на требование сформировать бригаду наравне с гвардейскими частями, за счёт хорошо обученного контингента, 40% личного состава прибыло из госпиталей со слабым физическим здоровьем, а 60% составляла молодёжь прошедшая начальную подготовку от нескольких дней до нескольких недель.
Изначально бригаду планировалось включить в состав 25-го танкового корпуса, но по причине того, что к 07 июля 1942 не была достаточно укомплектована автотранспортом, 10 июля вошла в состав 26-го Танкового корпуса.
За высокие боевые заслуги 14-й мотострелковой бригаде и достойную боевую подготовку, за мужество и героизм личного состава, на основании приказа НКО СССР № 380 от 8 декабря 1942 года, директивой ГШКА № 36611 от 18 декабря 1942 года, присвоен статус Гвардейской (1 гв. омсбр).

## Участие в боевых действиях
Период вхождения в действующую армию: 19 августа 1942 года — 18 декабря 1942 года.
17—18 августа 1942 года бригада пятью железнодорожными эшелонами со станции «Курская-2, товарная» была отправлена в район г. Плавск Тульской области, в действующую Армию Состав отправки: Штаб бригады, 1-й, 2-й и 3-й мотострелковые батальоны, рота разведки, рота управления, артиллерийский дивизион, зенитный дивизион, миномётный батальон,42-я инженерно-минёрная рота, медсанвзвод, рота противотанковых ружей, рота автоматчиков, рота технического обеспечения, штрафная рота, заградительный отряд.
С 22 августа по 20 сентября 1942 года бригада в составе 26-го ТК 5-й танковой армии по 12 часов в день с маршами и совместно с танками проходила боевую подготовку, в результате которой, личной проверкой генерал-майора Романенко П. Л., установлено что бригада была подготовлена хорошо и готова выполнять любую задачу.
Погрузившись 23 октября в эшелоны бригада проследовала до станции Себряково села Михайловка Волгоградской области и 28 октября сосредоточилась вблизи станицы Глазуновская, где продолжила боевую подготовку до 7 ноября.

### Штурм Калача-на-Дону (Волгоградская область)
По радиосигналу в 9:00 19 ноября 1942 года части бригады с исходных позиций: Рыбный, Кузнечики, Хованский в составе 26-го ТК бригада вышла на рубежи для окружения и уничтожения Сталинградской группировки.
В 10:00 по сигналу командира корпуса «Вишня» части двинулись в прорыв по маршруту Новоцарицынский, Ворламовский, Перелазовский, Манойлин, Добринка, Остров, Калач, чем в конечном итоге замкнули кольцо окружения Операции «Уран».
22 ноября командир бригады подполковник Филиппов, получив приказ командира 26-го ТК и 3 КА 5-й танковой армии захватить переправу через реку Дон в районе Калача удержать её до подхода корпуса лично приняв 5 танков и 1 бронемашину в голове 1 роты 2-го мсб около 5 часов утра атаковал передний край обороны противника и завязали бой с силами трёх батальонов немцев. В ходе действий обнаружилось, что указанная на карте переправа через реку отсутствует, но благодаря проводнику Гусеву была найдена иная переправа и атакующие силы были переправлены через Дон, где заняли круговую оборону. Действия подполковника Филиппова были настолько решительными, что противник опомнился только тогда, когда бойцы РККА были уже у него в тылу. Сил для удержания переправы и одновременного вступления в Калач у подполковника не было (153 человека), тем более что там находился крупный гарнизон противника, были танки и артиллерия. Около 20:00 22 ноября 1942 года на удерживаемую Филипповым переправу зашли дополнительные силы бригады. За проведённую операцию подполковник Филиппов 14 февраля 1943 года был удостоен звания Героя Советского Союза.
К 18:00 немецкие войска были сбиты с западных высот Калача и отходил вглубь города, а в 24:00 командиром корпуса была поставлена задача с утра овладеть городом, руководство операцией поручено подполковнику Н. М. Филлипенко.
С рассветом началась атака силами 12 танков, мотострелкового батальона (50 человек) и силами отряда бригады (до 100 человек), Первый натиск на врага результата не принёс, и к 10:00 при подходе 2-го мсб и артдивизиона атака перешла во вторую фазу. Немцы имели хорошую инженерную подготовку обороны, ДЗОТы, траншеи и организованную систему огня, что очень осложняло наступление наших сил. После уничтожения двух фланговых ДЗОТов батальонный военный комиссар Безгодов Леонид Александрович повёл за собой бойцов бригады, которые сходу ворвались в город, где завязали уличные бои, в результате которых комиссар-герой погиб и посмертно награждён орденом Красной звезды.
Немцы цеплялись за каждый дом и их группа около 150 фашистов укрылась в госпитале под видом «больных», они лежали накрытые одеялами имея оружие наготове и стреляли по штурмующим советским бойцам, но хитрость была раскрыта и этот гарнизон был полностью уничтожен".
Итогом сражения явилось, то что командир бригады предвидя угрозу фланговой контратаки фашистов направил в бой на её предотвращение последние резервы: комендантский взвод и даже писаря штаба.
В боях за Калач бригада понесла потери до 100 человек убитыми и раненными, было уничтожено и взято в плен до 500 немцев, захвачены десятки орудий разных калибров, исправные танки, сотни автомашин разных марок, большие склады продовольствия, горючего, боеприпасов и вещевого имущества. На пересчёт захваченного было затрачено около 3х дней.
Освобождением 23 ноября 1942 города Калач-на-Дону было завершено историческое окружение Сталинградской группировки, но бои продолжались и за период 25—30 ноября потери бригады составили до 200 человек убитыми и раненными.

### После штурма Калача (бой за Лагерь имени Ворошилова и Мариновку)
По приказу штакора 26-го ТК 1 декабря 1942 года бригада сосредоточилась в районе западнее Платоновского находясь в резерве 21-й армии Донского фронта откуда 2 декабря на рассвете выдвинулась на штурм в сторону «Лагеря имени Ворошилова» и Мариновки в районе реки Карповка. В районе высот «Пять курганов», 135.1, 128.5 разведка обнаружила сильно укреплённый узел насыщенный артиллерией, ДЗОТами, миномётами (включая 6-ствольные), 4-6 зенитных пушек и около 15 вкопанных танков. При атаке, понеся большие потери пехота бригады залегла, из шести советских танков два были подбиты. При повторном штурме были потеряны и оставшиеся четыре. Капитан Кобяков Иван Григорьевич героически лично поднял свой батальон в атаку и овладел тремя линиями окопов и закрепился на высоте 128.5, дальше не пустила система ДЗОТов, Во время этой атаки врукопашную было уничтожено до 200 гитлеровцев. В течение последующих дней, до 5 декабря, фашисты из 3-й моторизованной дивизии (уничтожена) по нескольку раз, совместно с танками пытались контратаковать позиции советский бойцов, но атаки отбивались. Даже кадровые, хорошо обученные и укомплектованные солдаты 29-го пехотного полка Вермахта (с 15 октября 1942 г. — 29-й гренадерский моторизованный полк) не смогли прорвать оборону будущей 1-й гвардейской отдельной мотострелковой бригады. Всего в боях за Мариновку до 10 декабря 1942 года советские бойцы уничтожили до 450 гитлеровцев, 4 танка, до 6 орудий и миномётов, захвачено 4 орудия и миномёты.
После боев, в период с 10 по 14 декабря 1942, бригада была отведена в Калач для приведения в порядок. С 15 по 27 декабря по приказу штакора занималась построением обороны г. Калач по системе опорных пунктов, использовались подбитые танки с исправным оружием, отлаживалась огневая связь по линиям Рубежный-Березовский-Кумовка-Калач-Платоновский. Бригада продолжала оборонять занимаемый участок и укреплять его в инженерном отношении, одновременно проводились занятия по огневой подготовке подразделения.

## Состав
- Управление бригады (штат № 010/370)
- 1-й мотострелковый батальон (штат № 010/371)
- 2-й мотострелковый батальон (штат № 010/371)
- 3-й мотострелковый батальон (штат № 010/371)
- Миномётный батальон (штат № 010/372)
- Артиллерийский дивизион (штат № 010/373)
- Зенитно-артиллерийский дивизион (штат № 010/374)
- Рота ПТР (штат № 010/375)
- Рота автоматчиков (штат № 010/376)
- Разведывательная рота (штат № 010/377)
- Рота управления (штат № 10/378)
- Рота технического обеспечения (штат № 010/379)
- Медико-санитарный взвод (штат № 010/380)

## Командование бригады

### Командир бригады
- Филиппов Георгий Николаевич (17.05.1942 — 18.12.1942), подполковник[2]

### Заместитель командира бригады по строевой части
- Ламов Михаил Павлович (06.1942 — 18.12.1942), майор

### Военный комиссар бригады
- Петров С. С. (17.05.1942 —), старший батальонный комиссар

### Начальники штаба бригады
- Примостко Григорий Петрович (06.1942 — 08.1942), капитан
- Петров Николай Павлович (08.1942 — 18.12.1942), капитан

## Отличившиеся воины
| Награда | Ф. И. О.                    | Должность        | Звание       | Дата награждения | Примечания |
| ------- | --------------------------- | ---------------- | ------------ | ---------------- | ---------- |
|         | Филиппов Георгий Николаевич | командир бригады | Подполковник | 14.02.1943       |            |